# Cinetodus froggatti
Froggatt's catfish (Cinetodus froggatti) là một loài cá in the Ariidae family. It is đặc hữu to Australia.